# Yukiko Takahashi
Yukiko Takahashi (Japans: 高橋 有紀子) (Suzaka, 12 november 1967) is een voormalig volleyballer en beachvolleyballer uit Japan. Ze nam deel aan vier opeenvolgende Olympische Spelen waarvan tweemaal spelend voor de nationale ploeg en tweemaal als beachvolleyballer.

## Carrière

### Zaal
Takahashi volgde onderwijs aan de particuliere Hachioji Jissen Kotogakko in Hachioji waar ze van 1984 tot en met 1987 voor het schoolteam volleybalde. Vervolgens speelde ze tot 1989 bij Hitachi Belle Fille waarmee ze in 1986/87 en 1988/89 het Japans kampioenschap won en in 1987/88 tweede werd. Daarnaast won de ploeg in 1989 de Vredesbeker van Hiroshima. Van 1990 tot en met 1992 stond ze twee seizoenen onder contract bij Odakyu Juno. Takahashi was bovendien actief voor de nationale ploeg. In 1987 won ze met het team een zilveren medaille bij het Aziatisch kampioenschap in Shanghai achter China. Een jaar later maakte ze deel uit van de selectie die bij de Olympische Spelen in Seoel in de wedstrijd om de derde plaats tegen China naast het brons greep. In 1991 eindigde Takahashi met de Japanse vrouwen bij het AK in Bangkok opnieuw op de tweede plaats achter China. Het jaar daarop werden ze vijfde bij de Olympische Spelen in Barcelona ten koste van Nederland.

### Beach
Takahashi begon haar internationale beachvolleybalcarrière in februari 1994 toen ze met Sachiko Fujita in La Serena in de FIVB World Tour debuteerde. In het seizoen 1994/95 nam het duo deel aan drie toernooien. Bij de Goodwill Games in Sint-Petersburg eindigden ze als zesde als achter Natalie Cook en Anita Spring uit Australië en bij het Open-toernooi van Osaka werden ze vierde achter de Amerikaansen Karolyn Kirby en Liz Masakayan. Het daaropvolgende seizoen was het tweetal actief op tien mondiale toernooien met vijfde plaatsen in Espinho en Santos als beste resultaat. In 1996 speelde Takahashi met verschillende partners. Met Maya Hashimoto deed ze mee aan twee wedstrijden in Brazilië. Met Fujita nam ze deel aan het toernooi van Hermosa Beach en de Olympische Spelen in Atlanta. Daar verloren ze de eerste wedstrijd van het Australische duo Liane Fenwick en Anita Spring; bij de herkansingen bereikten ze de laatste ronde waar ze werden uitgeschakeld door Mônica Rodrigues en Adriana Samuel uit Brazilië waardoor ze als vijfde eindigden. Na afloop van de Spelen behaalde Takahashi met Kaori Tsuchiya een vierde plaats in Osaka. Met Yuki Ishizaka werd ze verder tweede in Busan, dertiende in Carolina en zevende in Jakarta.
Het jaar daarop namen Takahashi en Ishizaka deel aan vier reguliere FIVB-toernooien met een negende plaats in Melbourne als beste resultaat. Bij de eerste officiële wereldkampioenschappen beachvolleybal in Los Angeles verloren ze in de eerste ronde van de Nederlandse zussen Rebekka Kadijk en Debora Schoon-Kadijk. Daarnaast speelde Takahashi drie wedstrijden met Mika Saiki – met wie ze tot en met 2000 een team zou vormen. Het tweetal kwam daarbij tot een vijfde plaats in Espinho. In 1998 deden Takahashi en Saiki mee aan acht internationale toernooien met een vijfde plaats in Marseille als beste resultaat. Bij de Aziatische Spelen in Bangkok wonnen ze bovendien de zilveren medaille achter het Thaise duo Manatsanan Pangka en Rattanaporn Arlaisuk.
Het daaropvolgende seizoen kwam het duo bij zes reguliere toernooien tot vier negende plaatsen. Bij de WK in Marseille bereikten ze vierde en laatste ronde van het hoofdschema waar ze verloren van het Braziliaanse tweetal Sandra Pires en Adriana Samuel. In de herkansing waren de Amerikaansen Annett Davis en Jenny Jordan vervolgens te sterk waardoor Takahashi en Saiki als vijfde eindigden. In 2000 deden de twee mee aan negen toernooien in de World Tour. Ze behaalden daarbij een tweede plaats (Osaka), twee derde plaatsen (Vitória en Berlijn) en twee zevende plaatsen (Chicago en Marseille). Bij de Olympische Spelen in Sydney bereikten Takahashi en Saiki de halve finale die verloren werd van Adriana Behar en Shelda Bede uit Brazilië; de wedstrijd om het brons werd daarna verloren van Sandra Pires en Adriana Samuel waardoor ze als vierde eindigden. Het jaar daarop speelde Takahashi met Ishizaka in Osaka nog een toernooi waarna ze haar sportieve loopbaan beeïndigde.

## Palmares

### Zaal
Clubverband
- 1987:  Japans kampioenschap
- 1988:  Japans kampioenschap
- 1989:  Japans kampioenschap
- 1989:  Vredesbeker van Hiroshima

Nationale ploeg
- 1987:  Aziatisch kampioenschap
- 1988: 4e OS
- 1991:  Aziatisch kampioenschap
- 1992: 5e OS

### Beach
Kampioenschappen
- 1996: 5e OS
- 1998:  Aziatische Spelen
- 1999: 5e WK
- 2000: 4e OS

FIVB World Tour
- 1996:  World Series Busan
- 2000:  Vitória Open
- 2000:  Berlijn Open
- 2000:  Osaka Open